# 內韋日斯河
內韋日斯河是立陶宛的河流，屬於尼曼河的右支流，河道全長209公里，是全國第六長河流，流域面積6,140平方公里，河水主要來自融雪，每年十一月至翌年四月結冰。

## 外部連結
- （波兰語） Niewiaża in the Geographical Dictionary of the Kingdom of Poland (1886)
- Gallery of underwater pictures and video from Nevėžis
- Map of Nevėžis basin（页面存档备份，存于）

55°34′14″N 24°56′42″E / 55.57056°N 24.94500°E